# Cucina brasiliana

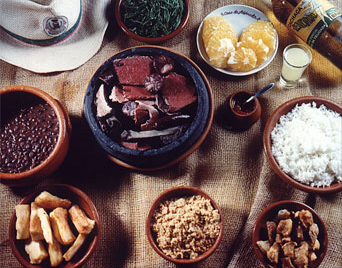
Feijoada

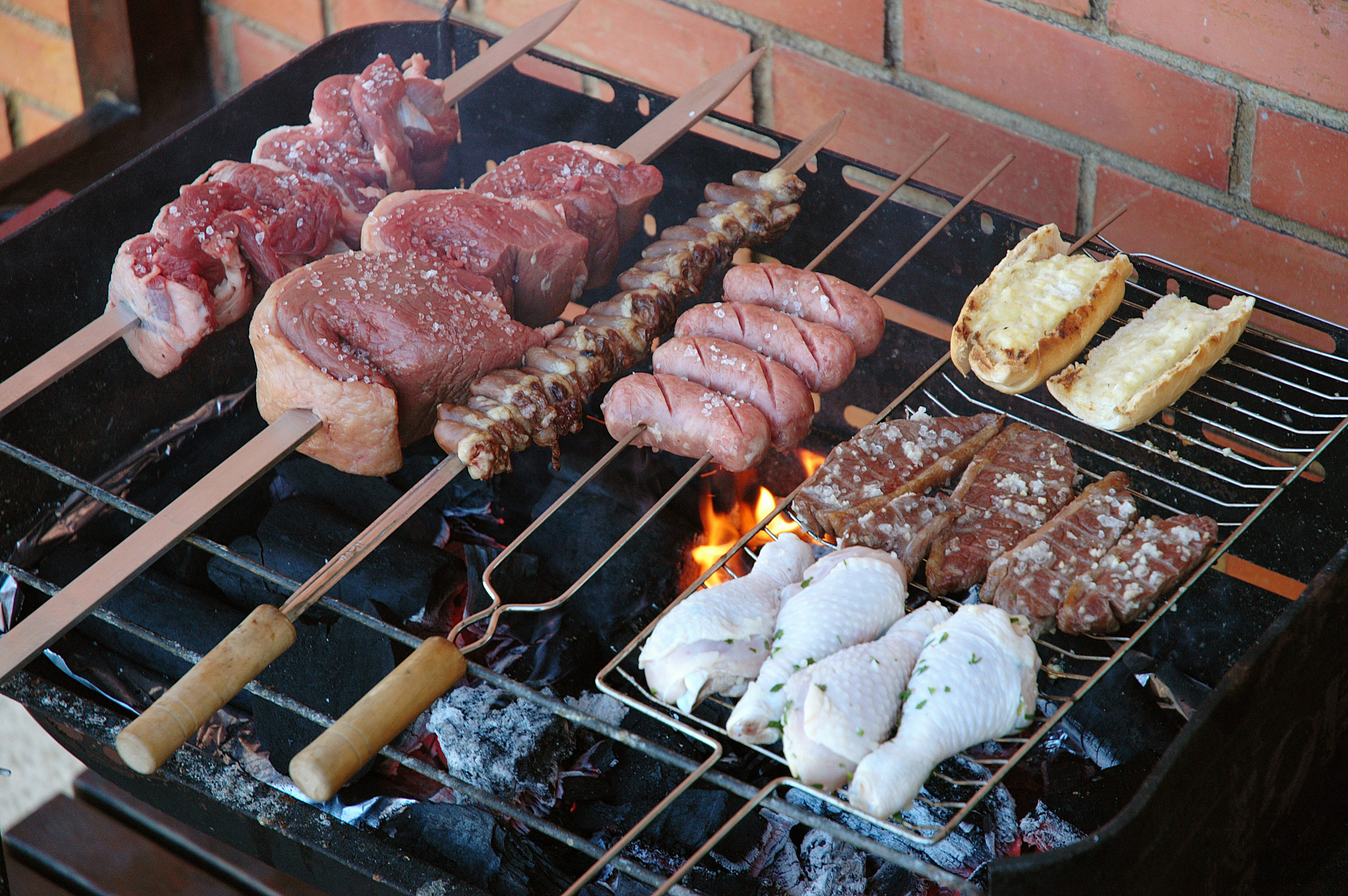
Churrasco

La cucina brasiliana è l'espressione dell'arte culinaria sviluppata in Brasile. In considerazione delle enormi distanze – se confrontate all'Europa – delle grandi differenze storiche e sociali e della impressionante varietà degli ecosistemi compresi nel Brasile, l'espressione cucina brasiliana ha valore solo enciclopedico. Quello che più facilmente può essere osservato è che esistono varie cucine regionali, che ne rappresentano il territorio, la cultura e l'organizzazione sociale, differenziandosi dalle altre.
Il piatto più famoso all'estero è forse la "feijoada", piatto a base di fagioli neri a cui si aggiunge carne di maiale e di manzo, risultante in una preparazione molto nutriente anche se ottenuta da ingredienti comunemente disponibili. Nel Nord-Est del Brasile, in particolare nello Stato di Bahia, l'Acarajé è uno dei piatti più diffusi, composto da una pasta di fagioli del tipo feijão-fradinho (Vigna unguiculata, il nostro fagiolo bruno con occhio nero), cipolla e sale, fritta nell'olio di dendê, una palma locale. 
Il pesce di mare, soprattutto nella zona del nord-est, ha un posto di rilievo in cucina ed è servito in combinazioni estremamente variate; tra i crostacei sono molto apprezzati il "caranguejo" (granchio), il sirì e i gamberetti. Nell'interno del Brasile, soprattutto in corrispondenza dei grandi fiumi, ha molta importanza il consumo del pesce d'acqua dolce, che in quelle condizioni raggiunge dimensioni considerevoli.
I ristoranti tipici della regione Sud del Brasile sono le "churrascarie", dove si inizia con antipasti freddi e caldi al buffet a base di carne, pesce, riso, pasta, frutta e verdura e poi si mangia al tavolo dove viene servita una sequenza ininterrotta e variata di diversi tipi di carne cotta alla brace (Churrasco), presentata al tavolo con il pezzo intero allo spiedo, che il cameriere affetta al momento direttamente nel piatto.
Se esiste un piatto che unisce il Brasile dal Nord al Sud e che attraversa tutte ampie differenze sociali, questo è arroz com feijão, cioè riso e fagioli.

## Frutta

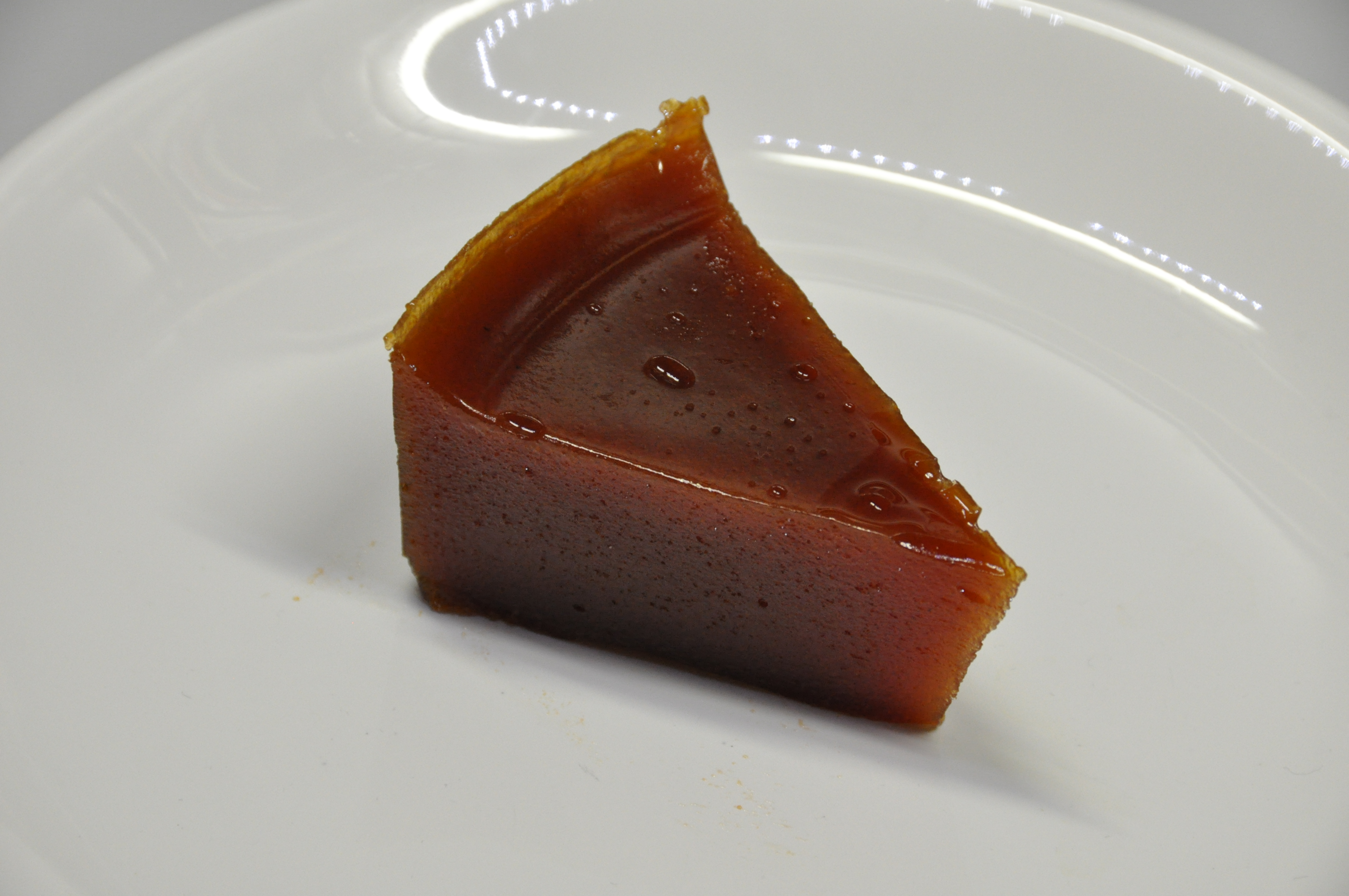
Goiabada

Frutti onnipresenti in Brasile sono l'ananas chiamata abacaxi, la papaya chiamata mamão o "mamão papaya", il mango chiamato manga, il cocco verde da cui si beve il liquido interno al frutto prima della maturazione, la banana, ma la varietà disponibile a secondo della stagione e della regione è enorme. Si possono ricordare la maracuia, la goiaba, l'acerola (ricca di vitamina C), la fragola, l'umbú, il cajú, il cupuaçú, il jambo, l'açaì, le pere, le mele, le albicocche, le pesche, l'avocado, le arance che hanno un sapore molto aspro, simile a quello di un limone e tanti altri frutti meno diffusi.

## Bevande

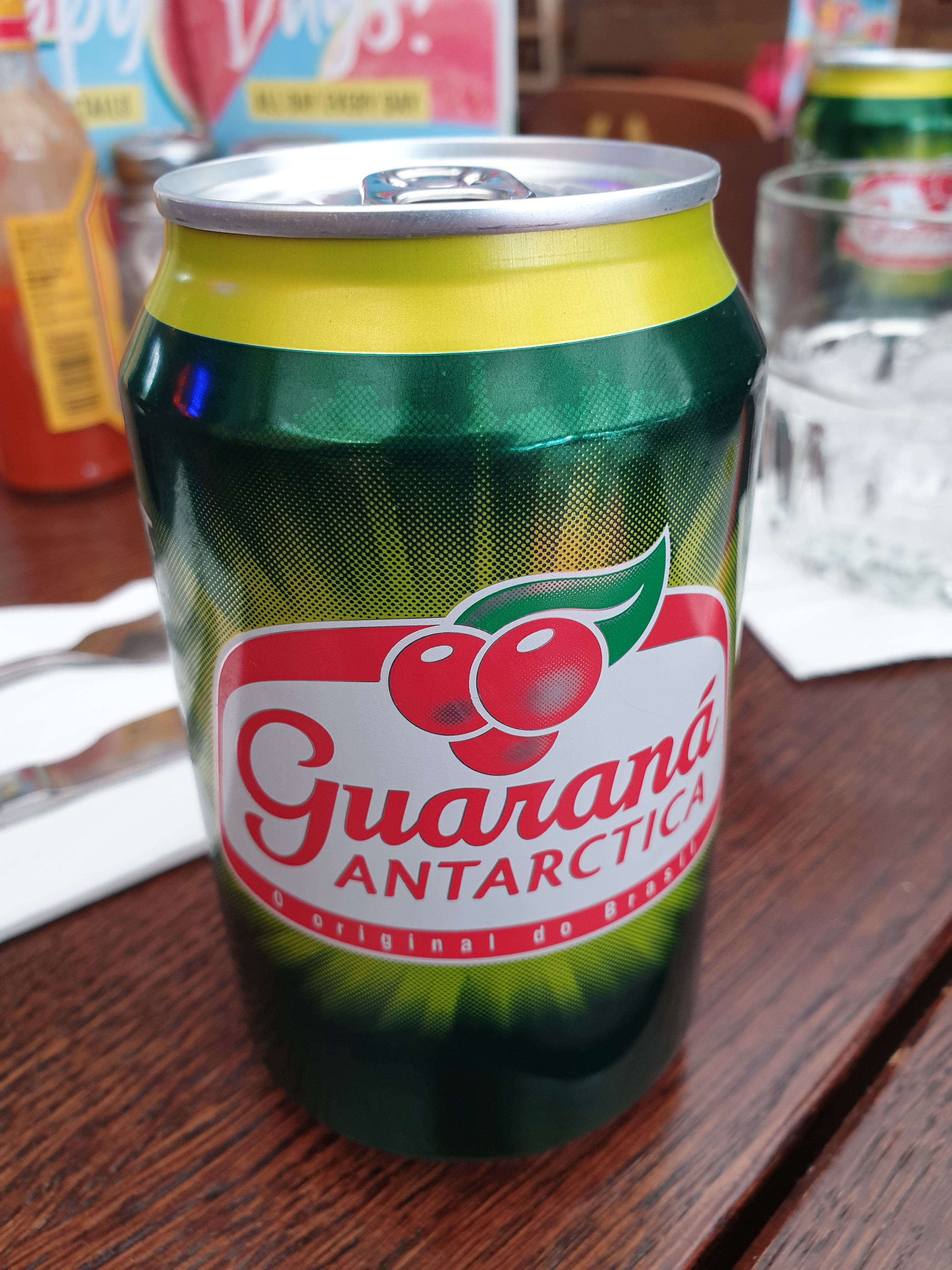
Guaraná

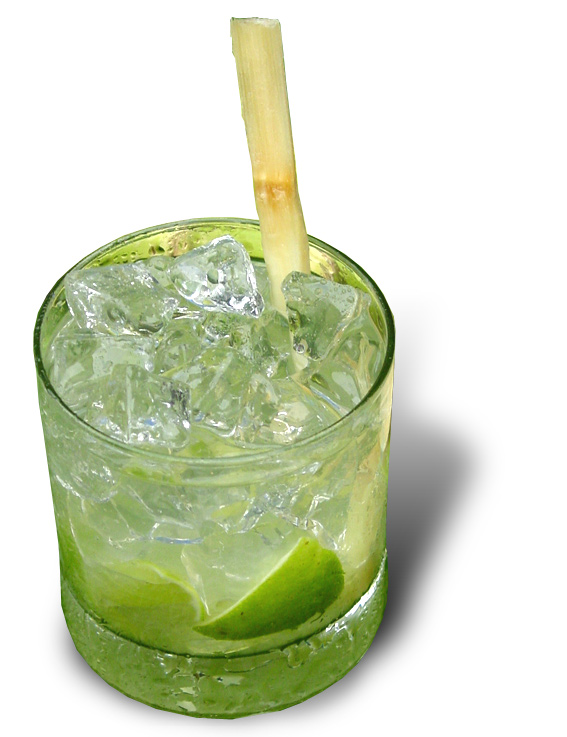
Caipirinha

La bevanda forse più nota internazionalmente è la caipirinha, fatta con zucchero, lime e cachaça (grappa derivata dalla canna da zucchero). Tra gli analcolici, si segnala come molto popolare il guaranà, una bibita gassata molto zuccherata, ottenuta a partire dall'estratto eccitante di un piccolo frutto amazzonico di per sé non commestibile.

## Cucine regionali
Le tre cucine più rappresentative della grande diversità brasiliana sono quelle di Bahia, per il nordest, quella di Minas Gerais, che affonda maggiormente nella tradizione portoghese, per il sudest, e quella gaúcha per il sud.

## Piatti tipici

### Antipasti
- Abará
- Aberém
- Acarajé
- Acaçá
- Afurá
- Americano
- Arabu
- Arrumadinho
- Azul Marinho
- Baracoadas
- Bauru
- Beiju
- Tapioca biscuit
- Bolacha sete-capas
- Bolinho
  - Bocconcini
- Bombeiro
  - Caipira cake
  - Rain cake
  - Student cake
  - Manioc cake
- Broa
- Brote
- Rooster head
- Cabidela
- Canudinho
- Cartola
- Catupiry
- Cocorote
- Coxinha
- Espetinho
- Empanada
- Encapotado
- Little rolls
- Farofa
  - Farofa d'água
  - Farofa de içá
- Folhado
  - Folhado de carne
  - Folhado de frango
  - Folhado de queijo
- Filós
- Joelho
- Mentira (dish)
- Mexido
- Misto quente
- Paçoca
- Pamonha
  - Pamonha de milho
  - Pamonha de carimã
- Pão de frios
- Honey cake
- Pão sapecado
- Chipa
- Pastel
  - Pastel de angu
  - Pastel de Frango
- Quebra-queixo
- Quibebe
- Rabanada
- Requeijão
- Risole
- Queijo de coalho
- Queijo do Reino
- Queijo manteiga

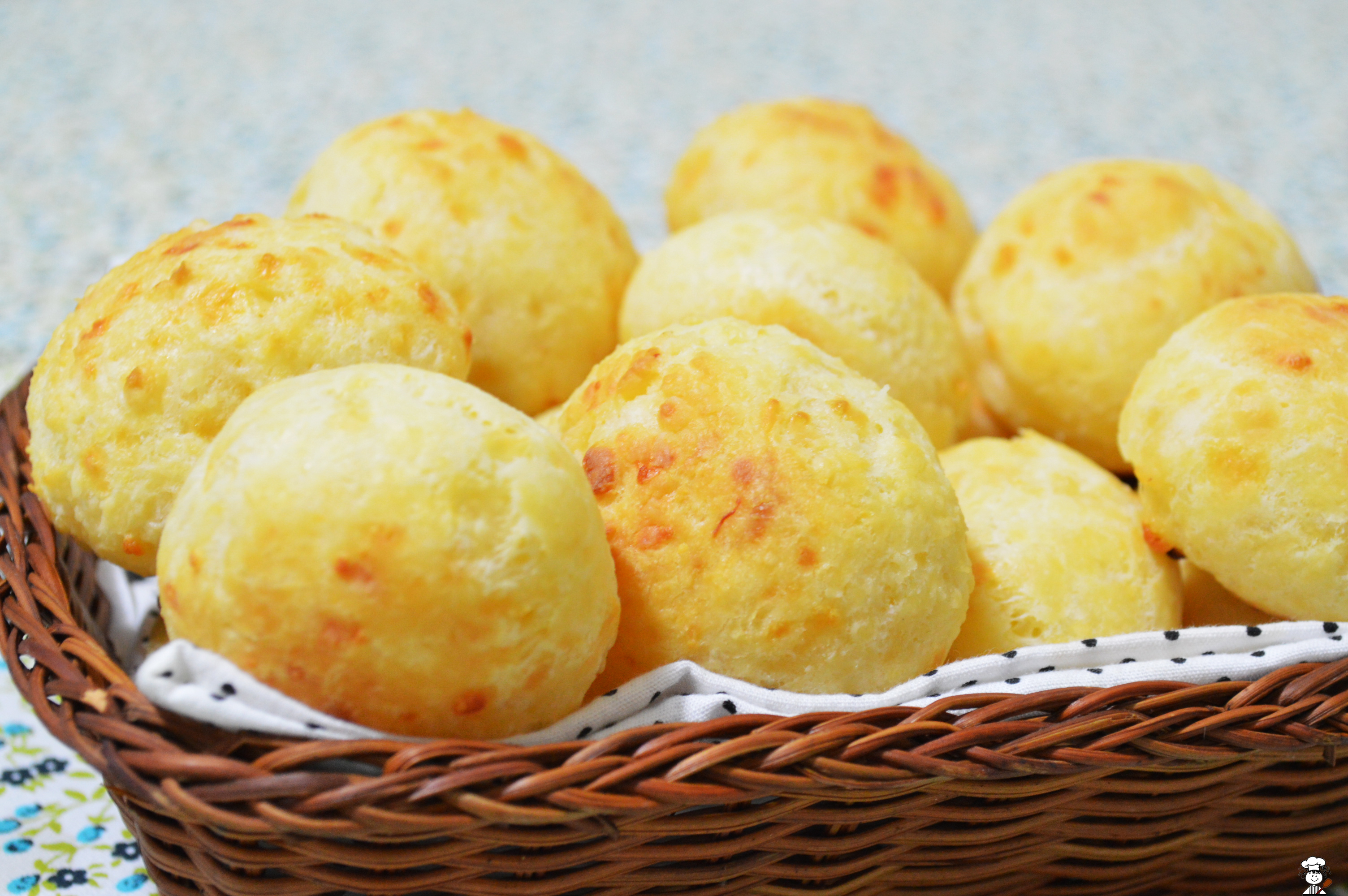
Pão de queijo

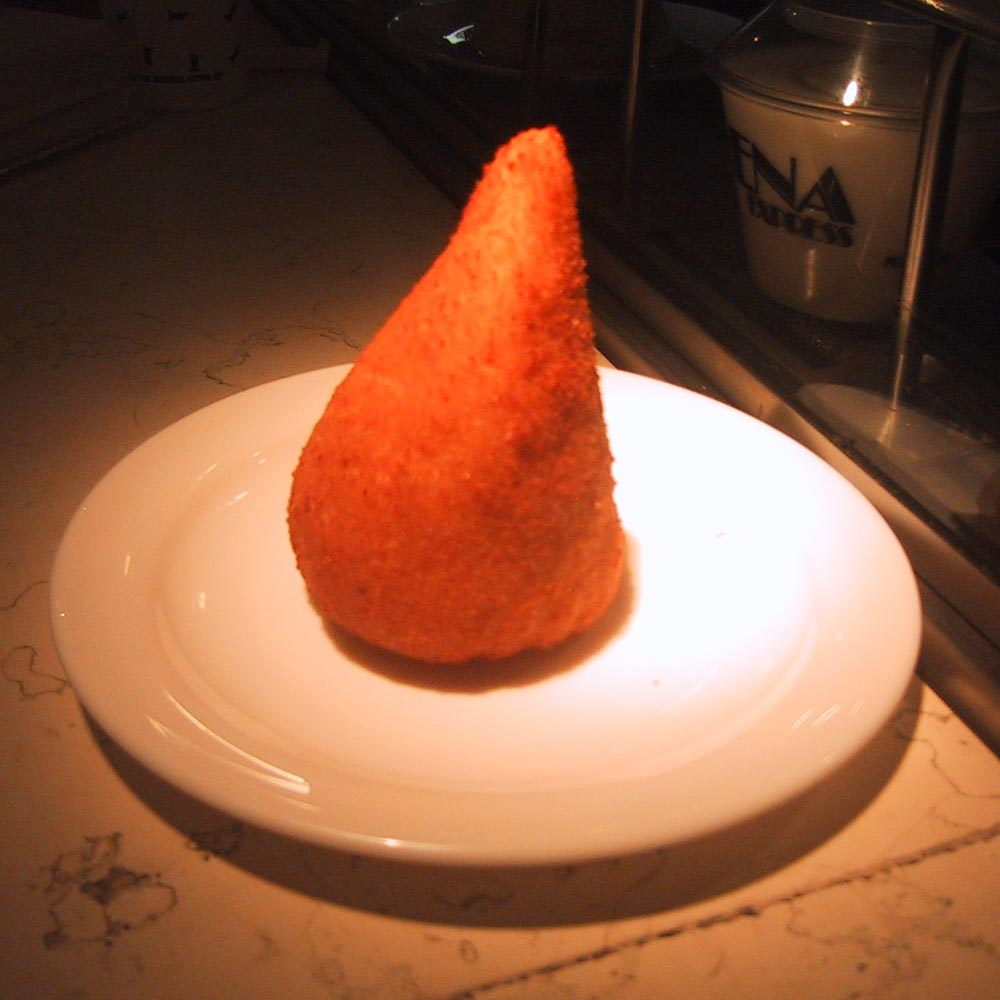
Coxinha

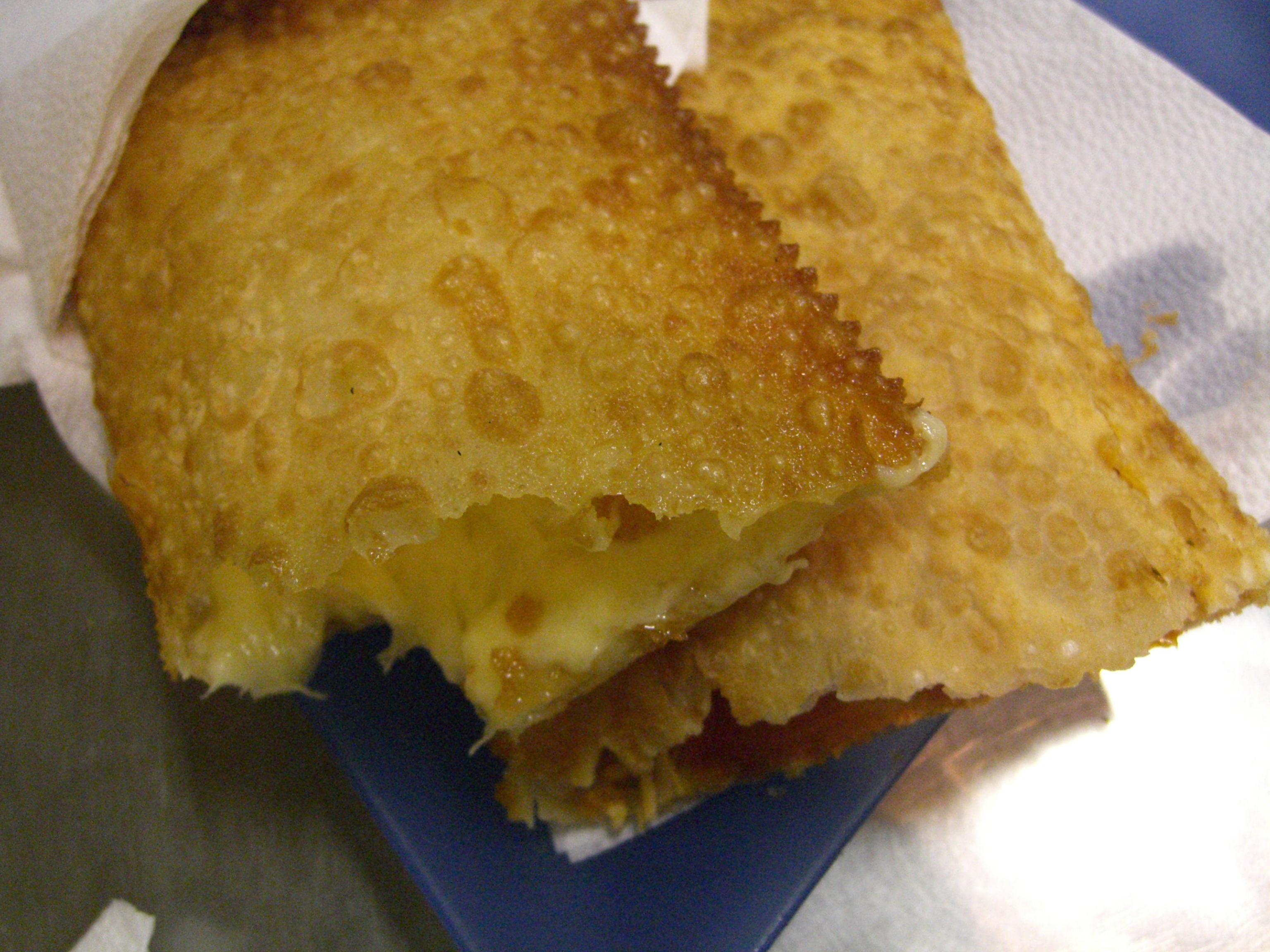
Pastel

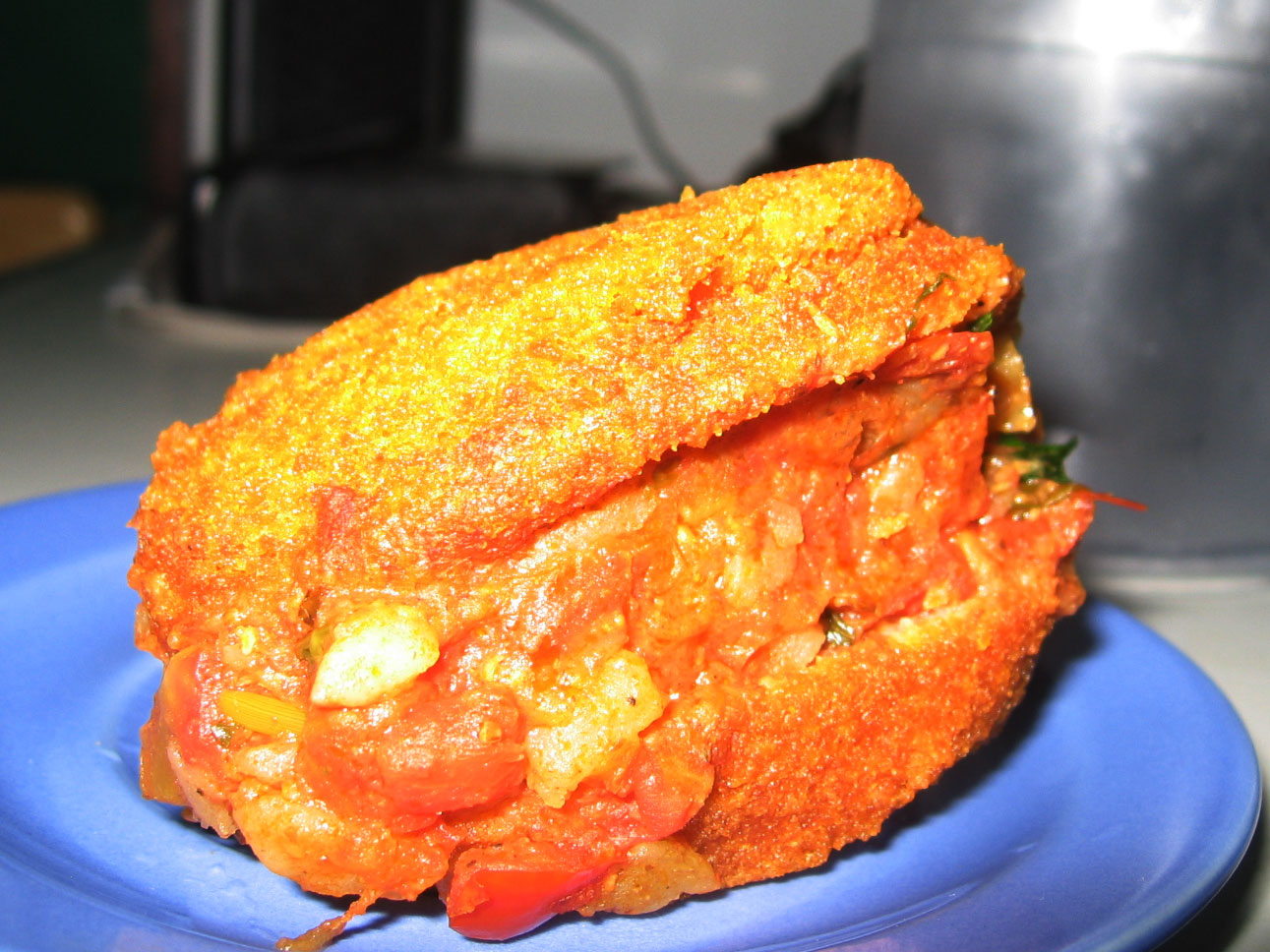
Acarajé

- Queijo Minas (in quattro varietà: fresco o frescal, meia-cura, curado e padrão)
- Sequilho
  - Broinha
  - Rosquinha
- Sobá
- Sorda
- Tapioca
- Tareco
- Tereré
- Torresmo

### Piatti principali

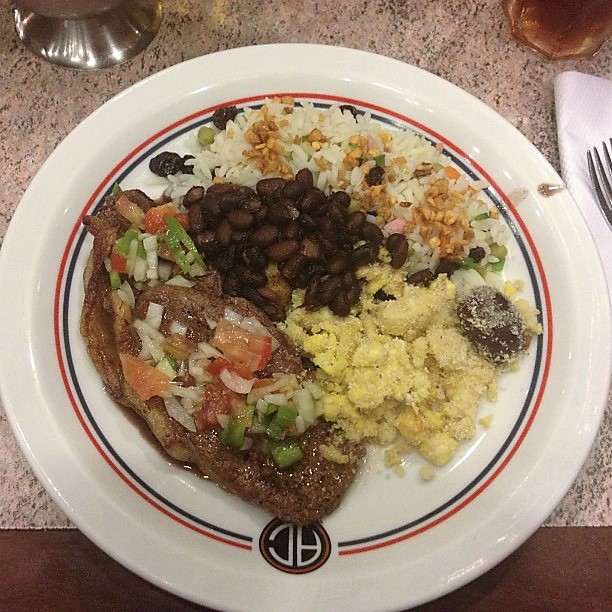
Un tipico pranzo brasiliano consiste in riso, fagioli, farofa, picanha e un occhio in vinaigrette preparato con cipolla tritata, pomodoro e pepe, aceto, olio e sale.

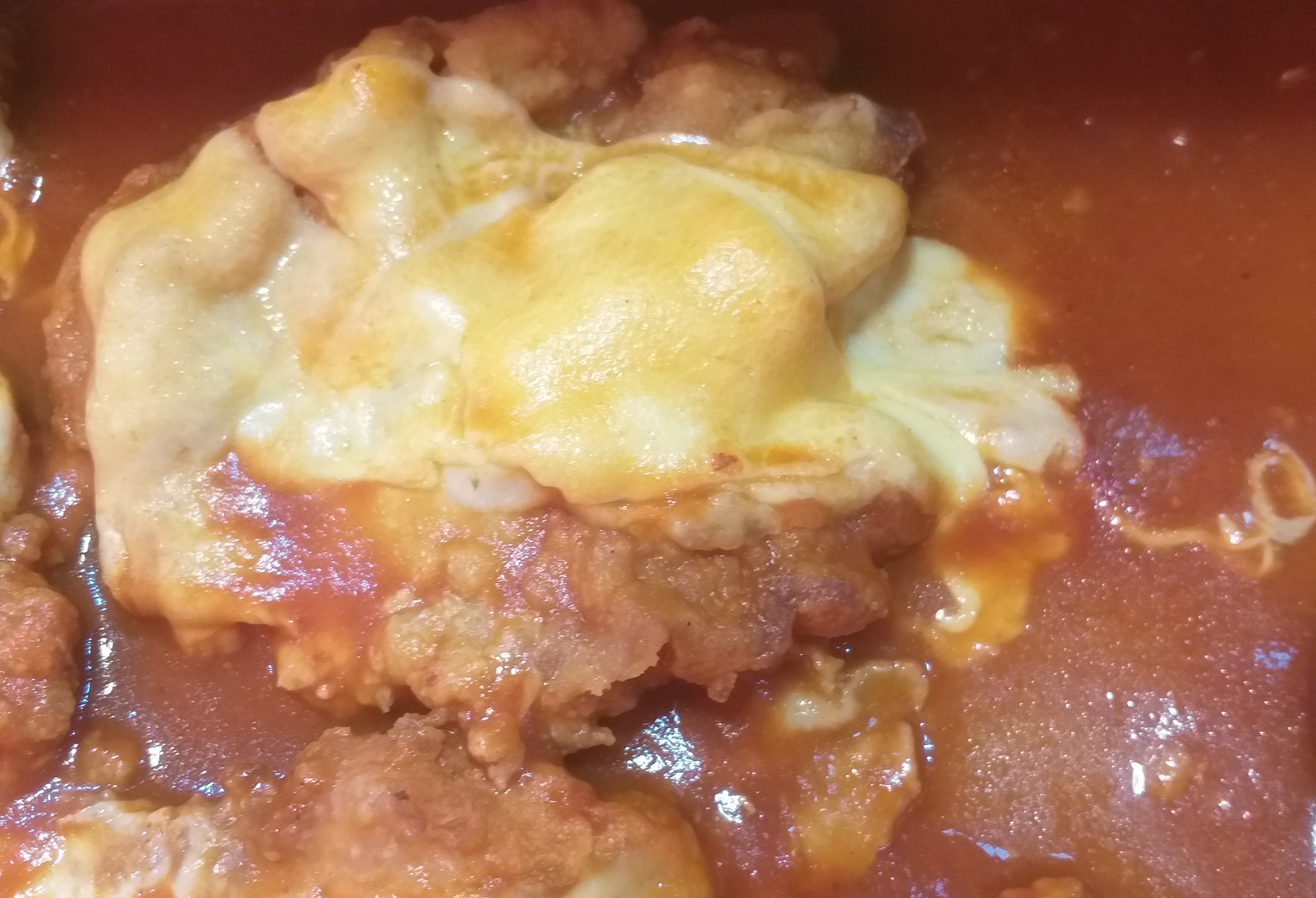
Bife à parmegiana

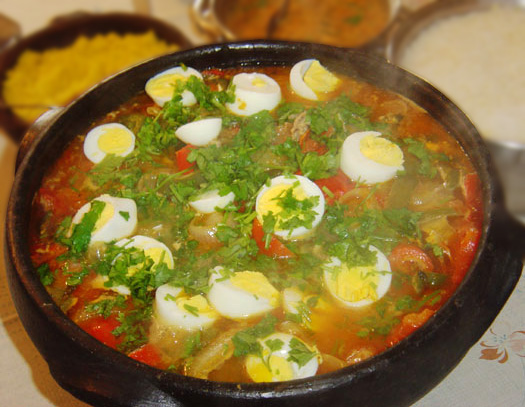
Moqueca

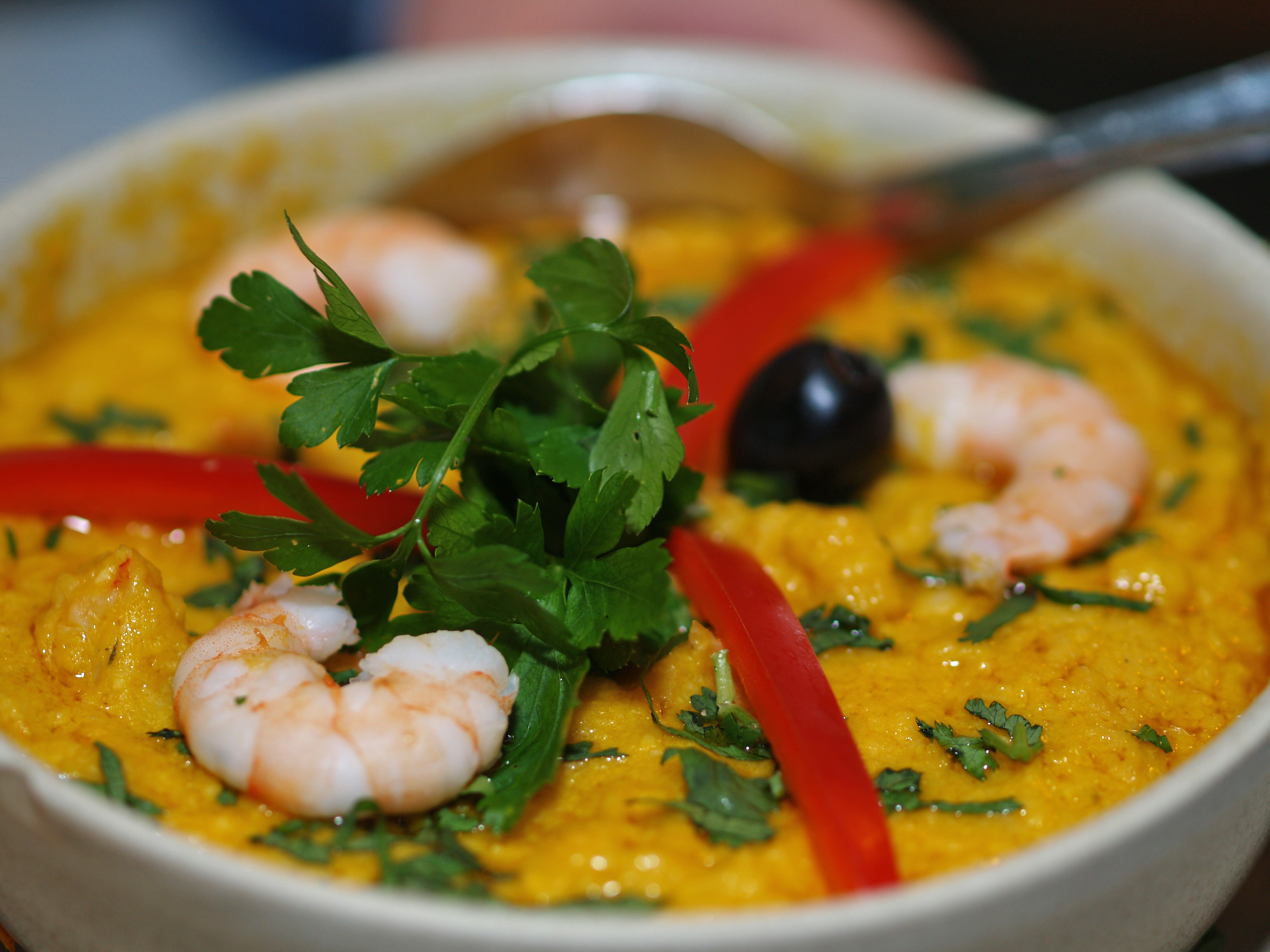
Vatapà

- Afogado
- Angu
- Banana angu
  - Coconut rice
  - Arroz com feijão
  - Carreteiro rice
  - Party rice
  - Oven rice
  - Arroz de hauçá
  - Milk rice
- Baião de dois
- Barreado
- Borrinha do Morao
- Buchada de bode
- Caldeirada
  - Caldeirada de Camarão
  - Caldeirada de Peixe
- Shrimp pumpkin
- Caribéu
- Carne-de-sol
- Carneiro no buraco
- Caruru
- Chica doida
- Churrasco
- Costela no bafo
- Cuscuz
  - Cuscuz Branco
- Cuxá
- Escondidinho
- Coconut fava
- Feijão verde
- Feijão tropeiro
- Feijoada
- Frango de cabidela
- Frango com quiabo
- Fubá suado
- Galinha cheia
- Gassa do Barrao
- Galinhada
- Gamba de couve
- Gembê
- Ipeté
- Lelê
- Leitão maturado
- Maniçoba
- Maria-isabel
- Mocotó
- Mojica (dish)
- Moqueca
- Mujeca
- Muma de siri
- Paçoca di carne
- Panelada
- Pato no tucupi
- Paxicá
- Peixada catarinense
- Peixe na telha
- Picado
- Pirão
  - Pirão com arroz
  - Pirão com carne
  - Pirão com leite
  - Pirão com peixe
- Piracuí
- Pirarucu de casaca
- Porco no rolete
- Pururuca
  - Leitão à pururuca
- Quarenta
- Quinhapira
- Quirera com suã
- Rabada
- Rubacão
- Sarapatel
- Sarrabulho
- Svrozao
- Sopa de cajú
- Sopa de mondongo
- Piranha soup
- Sururu
- Tacacá
- Tucupi
- Tutoo
- Bogged cow
- Vatapá
- Xerém
- Xinxim de galinha

### Bevande
- Aluá
- Caipirinha
- Caju Amigo
- Cajuína
- Canha
- Cauim
- Chimarrão
- Guaraná
- Guaraná Jesus
- Quentão
- Rabo-de-galo
- Tiquira

### Dolci

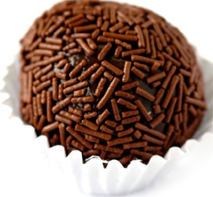
Brigadeiro

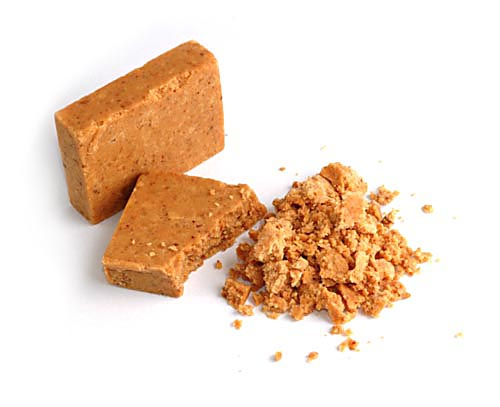
Paçoca

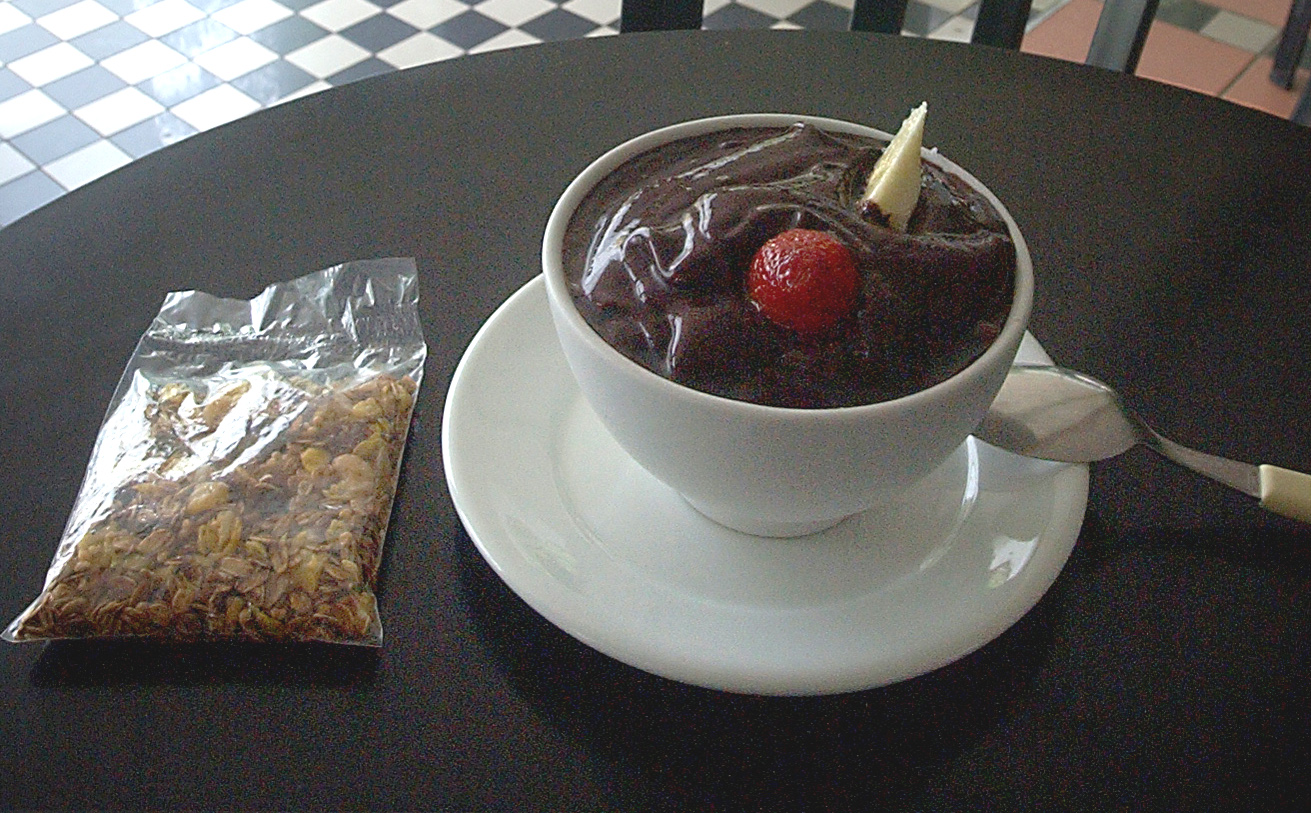
Açaí

- Açaí na tigela
- Ambrosia
- Arunsabar coccolastao
- Sweet rice
- Baba-de-Moça
- Banana sweet
- Beijinho
- Leaf's kiss
- Bijajica
- Biriba
- Biroró
- Bolo de rolo
- Manioc cake
- Bolo Sousa Leão
- Bombocado
- Brigadeiro
- Bruaca
- Cacuanga
- Lofao
- Cajuzinho
- Canjica
- Carolina
- Cavaca
- Chouriço doce
- Chuvisco
- Cocada
  - Cocada branca
  - Cocada morena
  - Cocada preta
- Crema di papaia
- Curau
- Cupulate
- Doce de espécie
- Espuma de sapo
- Fios de ovos
- Furundum
- Goiabada
- Mané-pança
- Manjar blanco
- Maria-mole
- Mugunzá
- Olho-de-sogra
- Paçoca
- Pavê
- Papo de anjo
- Puba
- Chikki
- Queijadinha
- Quindim
- Sugarcane brick
- Romeo & Juliet
- Sagu
- Tainha na taquara
- Dutch pie
- Tortéi
- Umbuzada
- Ximango